# Man's Castle
Man's Castle is een Amerikaanse Pre-Codefilm uit 1933 onder regie van Frank Borzage. De film is gebaseerd op het gelijknamig toneelstuk uit 1932 van Lawrence Hazard en werd destijds in Nederland uitgebracht onder de titel De trekvogel.

## Verhaal
De film speelt zich af tijdens de Grote Depressie. Bill is een levensgenieter die het ene betekenisloze baantje na het andere verslijt. Op een avond ontmoet hij een jong en ondervoed meisje naast hem op een parkbank, Trina. Hij merkt dat ze toe is aan een maaltijd en neemt haar mee uit eten in een duur restaurant, waar ze uiteindelijk uit worden gegooid omdat ze geen van beiden de rekening kunnen betalen. Als hij Trina naar huis wil brengen, geeft ze toe dat ze dakloos is. Hij neemt haar om die reden mee naar zijn huis, een kraakpand in een kamp voor armoedige mensen.
Trina wordt verliefd op Bill en brengt haar dagen door met het opknappen van zijn pand. Hij maakt duidelijk dat hij zich niet aan één vrouw wil binden, maar zij gelooft stug dat hij trouw aan haar is. Ze weet dan ook niet dat hij een ander liefje heeft, de verleidelijke nachtclubzangeres Fay La Rue. Zij slaat ondertussen de avances van zijn beste vriend Bragg af en weigert zijn verhalen over Bills wilde leven te geloven. Op een avond, als Bill aan Trina zegt dat hij haar best als zijn partner kan zien als ze wat meer aankomt, onthult ze dat ze al een tijd zwanger is.
Bill schrikt en wil ervandoor gaan, maar laat zich overhalen om met haar te trouwen. Vlak na de bruiloft neemt hij alsnog de benen, maar wil hij geld bij Trina achterlaten om de baby te verzorgen. Hij haalt Bragg over samen met hem een winkel te beroven. Dit loopt echter uit de hand en Bill wordt neergeschoten door de eigenaar. Als Trina op de hoogte wordt gesteld, gaat ze onmiddellijk naar hem toe en haalt hem over met haar te vluchten. Bragg probeert hen tegen te houden, maar buurvrouw Flossie schiet hem neer, zodat Bill en Trina een rooskleurige toekomst tegemoet kunnen gaan.

## Rolbezetting
| Acteur           | Personage  |
| ---------------- | ---------- |
| Spencer Tracy    | Bill       |
| Loretta Young    | Trina      |
| Marjorie Rambeau | Flossie    |
| Glenda Farrell   | Fay La Rue |
| Walter Connolly  | Ira        |
| Arthur Hohl      | Bragg      |
| Dickie Moore     | Joey       |

## Achtergrond
Toen de film net in productie was, werden Anita Louise en Ralph Bellamy overwogen om de hoofdrollen te vertolken. Ook deden William Cagney en Sally O'Neil auditie. Uiteindelijk ging de mannelijke hoofdrol naar Spencer Tracy. Hij wilde Fay Wray als zijn tegenspeler, maar die rol ging uiteindelijk naar Loretta Young. Helen MacKellar had de rol van Flossie gekregen, maar ze werd vlak na het begin van de draaidagen ernstig ziek. Marjorie Rambeau werd aangesteld als haar vervangster.
Tracy en Young werden tijdens het maken van de film verliefd op elkaar. Toen bekend was dat ze een relatie hadden, werd dit beschreven als een schandaal, omdat Tracy een getrouwde katholiek was. Door Tracy's drankverslaving hield de relatie niet lang stand.